# The Circle (filme de 1925)
The Circle (bra: A Mulher do Outro) é um filme mudo estadunidense de 1925, do gênero comédia romântica, dirigido por Frank Borzage, e estrelado por Eleanor Boardman, Malcolm McGregor e Alec B. Francis. O roteiro de Kenneth B. Clarke foi baseado na peça teatral homônima de 1921, de W. Somerset Maugham. Ainda no começo de sua carreira, uma jovem Joan Crawford (cujo nome foi mudado naquele ano de Lucille LeSueur por meio de um concurso realizado pelo estúdio) interpretou Catherine mais jovem.
A peça foi adaptada novamente pela MGM como um filme falado (embora também tenha sido lançado em uma versão muda) em 1930 como "Strictly Unconventional".

## Sinopse
Elizabeth Cheney (Eleanor Boardman) tem um marido rico, destaque social e tudo o que poderia querer na vida – exceto Teddy Lutton (Malcolm McGregor), o homem que ela realmente ama. Numa época em que o divórcio significa uma vida inteira de banimento da família, dos amigos e da sociedade, Elizabeth terá que decidir se quer continuar com a sua vida confortável ou desistir de tudo e seguir seu coração. Para ajudar a convencer-se a manter seu casamento com Arnold (Creighton Hale), a moça convida a mãe dele, a Dama Catherine (Eugenie Besserer), que deixou seu marido há um tempo atrás. Agora, Elizabeth vai medir as consequências e decidir se deve renunciar ao amor e ficar com seu marido, ou não.

## Elenco
- Eleanor Boardman como Elizabeth Cheney
- Malcolm McGregor como Edward "Teddy" Lutton
- Alec B. Francis como Lorde Clive Cheney
- Eugenie Besserer como Dama Catherine "Kitty" Cheney
- George Fawcett como Lorde Hugh "Hughie" Porteous
- Creighton Hale como Arnold Cheney
- Otto Hoffman como Dorker
- Eulalie Jensen como Sra. Alice Shenstone
- Buddy Smith como Arnold (jovem)
- Joan Crawford como Dama Catherine (jovem)
- Frank Braidwood como Porteous (jovem)
- Derek Glynne como Clive Cheney (jovem)

## Mídia doméstica
Uma impressão de 35 mm do filme sobrevive até hoje no Museu George Eastman. Um DVD da produção foi lançado pela Warner Home Video em 6 se novembro de 2012.